# Alfréd Wetzler
Alfréd Wetzler (n. 10 mai 1918, Trnava, Trnavský kraj, Slovacia – d. 8 februarie 1988, Bratislava, Cehoslovacia) a fost prizonier în lagărul de concentrare Auschwitz, deportat acolo pentru că era evreu. Împreună cu un alt prizonier, Rudolf Vrba, a fost printre puținii care au reușit să evadeze din lagăr. Amândoi sunt la originea unuia din rapoartele despre Auschwitz care au dezvăluit lumii atrocitățile comise de naziști, în special caracterul de genocid al uciderii evreilor. Wetzler a scris, sub pseudonimul Jozef Lánik, cărți despre experiențele pe care le-a trăit.

## Biografie

### Înainte de deportare
Alfréd Wetzler s-a născut într-o familie de muncitori care mai avea trei copii. A fost elev la liceu, dar nu l-a terminat, din cauze materiale. Începând cu 1936 a fost muncitor, până în 1940, când Slovacia era deja un stat independent, aliat cu Germania Nazistă, având legi antisemite. Wetzler, ca evreu, a fost luat la armată într-o unitate de muncă, la o fabrică de cărămidă. În 1941 a fost arestat cu acuzația de sabotaj, a stat închis patru luni la Bratislava, apoi a fost eliberat. La puțin timp după aceea a fost dus de membri din Garda Hlinka⁠(d), organizație paramilitară pro-nazistă, în lagărul de muncă de la Sered’. În aprilie 1942 s-a anunțat în lagăr că o mie de voluntari vor merge la munci agricole, fără să se spună unde, și Wetzler s-a prezentat. 

### La Auschwitz
Cei o mie de evrei au fost duși în lagărul de concentrare Auschwitz I la 13 aprilie 1942, lui Wetzler fiindu-i tatuat numărul de prizonier 29162. A fost transferat în lagărul adiacent Auschwitz II-Birkenau, care încă nu era terminat, și a fost folosit la munci fizice în condiții inumane timp de circa trei luni.
Wetzler a avut șansa de a fi folosit în perioada următoare, până la evadare, la munci cu scriptele, mai întâi într-un așa-zis „spital”, care era mai mult un loc al morții. Wetzler ținea evidența bolnavilor care mureau de la sine și a celor selectați să fie gazați. A lucrat aici până la 15 ianuarie 1943, apoi a făcut aceeași muncă la morgă. În iunie 1943 a fost mutat pentru munca cu scriptele unei barăci de prizonieri al cărei Blockälteste, adică deținut șef era un compatriot, Arnošt Rosin.

### Evadarea

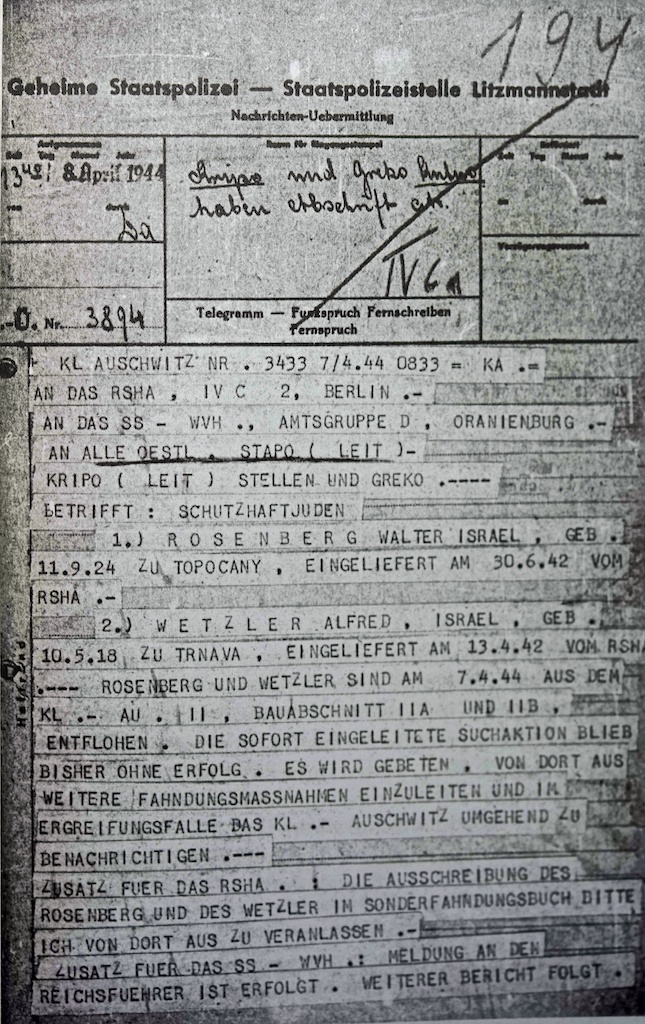
Telegramă din 8 aprilie 1944 a Gestapoului, care raportează evadarea

Wetzler l-a întâlnit în lagăr pe Walter Rosenberg, mai târziu numit Rudolf Vrba, de asemenea folosit la scripte, pe care îl cunoștea de la Trnava. În primăvara lui 1944, cei doi au hotărât să evadeze. Vrba a afirmat ulterior că intenția lor a fost nu numai să scape din lagăr, ci și de a informa lumea din afara acestuia și de a-i preveni pe evreii încă nedeportați despre ce se întâmpla acolo, mai ales că se efectuau lucrări pentru extinderea lagărului. Au fost ajutați de mai mulți camarazi să-și procure cele necesare: haine, alimente, medicamente, țigări etc.. Exista o ascunzătoare pregătită într-o stivă de scânduri, într-o zonă în construcție aflată între gardul interior și cel exterior al lagărului, zonă care nu era păzită noaptea. O folosiseră alți patru prizonieri care se ascunseseră în ea timp de trei zile înainte de a evada, dar fuseseră prinși după o săptămână.
La 7 aprilie, Vrba și Wetzler au intrat în ascunzătoare și doi camarazi au rearanjat scândurile ca să o mascheze. Știau în urma evadărilor anterioare că SS-iștii caută evadații timp de trei zile în perimetrul lagărului, prin urmare au ieșit din ascunzătoare la 10 aprilie seara.
Cei doi evadați au mers numai pe jos, ocolind locurile deschise și localitățile, pe cât posibil prin păduri și mai mult noaptea, aproximativ de-a lungul râului Soła⁠(d) ce izvorăște din munții care despart Polonia de Slovacia. Au riscat de câteva ori să fie prinși. O dată, niște polițiști militari germani au tras spre ei fără să-i nimerească. Au fost ajutați uneori cu hrană și adăpost de țărani polonezi care locuiau în gospodării izolate. Ultimul dintre aceștia i-a călăuzit până la frontiera cu Slovacia.

### După evadare
Wetzler și Vrba au trecut în Slovacia la 21 aprilie și s-au întâlnit cu un țăran din satul Skalité, care își ara ogorul. Acesta i-a găzduit la el, i-a informat despre prezența unui medic evreu în orașul din apropiere, Čadca, apoi i-a condus la acesta. În perioada aceea, deportările din Slovacia erau temporar oprite. Întâmplător, Vrba îl cunoștea pe medic. Acesta a anunțat Consiliul Evreilor din Slovacia, înființat la ordinul autorităților, despre prezența evadaților. Aceștia au mers la Žilina, unde s-au întâlnit cu reprezentanți ai consiliului veniți de la Bratislava. Unul din ei a formulat un raport consemnând relatările lor despre Auschwitz și despre lagărul de exterminare Majdanek, unde Vrba fusese deportat mai întâi.
La indicația consiliului, cei doi au locuit timp de șase săptămâni în orașul Liptovský Mikuláš, cu acte false și un venit modest asigurat de consiliu.
Wetzler s-a mutat la Bratislava, unde a locuit împreună cu prietenul său Czesław Mordowicz, pe care îl cunoștea încă de la Auschwitz, și care evadase și el la 27 mai 1944, împreună cu Arnošt Rosin. Wetzler avea un frate care locuia cu familia lui în orașul Nitra. Într-o zi s-a dus acolo împreună cu Mordowicz, ca să-i convingă să meargă și ei la Bratislava, unde era mai ușor să evite depotarea, deoarece deportările fuseseră reluate. Nu au ajuns să se întâlnească cu ei, pentru că au fost opriți de membri ai Gărzii Hlinka, care au vrut să-i ducă la sediul lor pentru verificarea identității. Cei doi camarazi aveau la ei pistoale, au tras în aer, și au reușit să fugă.
În august 1944, în Slovacia, detașamente de partizani luptau împotriva autorităților, de aceea, la 29 august, trupele germane au început să invadeze țara și atunci a izbucnit Insurecția națională slovacă împotriva lor, la care a participat Vrba, iar după înfrângerea acesteia a continuat să lupte ca partizan. Wetzler i s-a alăturat în februarie 1945, dar în martie a fost prins de germani. A scăpat curând, datorită faptului că închisoarea a fost lovită de artileria Armatei Roșii.

### După război
După război, Wetzler s-a stabilit la Bratislava și s-a căsătorit cu o compatrioată, Etela, pe care a cunoscut-o la Auschwitz. Au avut o fiică.
Wetzler a intrat în partidul comunist împreună cu soția lui. A dus o viață modestă, lucrând ca redactor la revista satirică Roháč, apoi ca lucrător la mai multe firme.
Nu a avut parte de onoruri pentru trecutul său din timpul războiului, dar l-a evocat de mai multe ori, sub pseudonimul Jozef Lánik pe care l-a avut după evadare. Întâia oară a făcut aceasta într-o broșură din 1945, apoi într-o carte din 1946. În 1961 a dat o depoziție pentru procesul lui Adolf Eichmann, apoi a depus mărturie la procesele de la Frankfurt⁠(d) din 1963-1965 ale unor criminali de război naziști. În 1964 i-a apărut ultima carte, un roman autobiografic care tratează perioada de deportare și evadarea.
După Primăvara de la Praga din 1968, Wetzler a fost exclus din partidul comunist și ca urmare marginalizat din punct de vedere social. S-a pensionat de boală în 1970, dar din 1979 până în 1987 a mai lucrat cu jumătate de normă la o bibliotecă. A murit în 1988.
Wetzler a fost onorat post-mortem numai mult după schimbarea de regim din 1989. În 1997 a fost decorat cu ordinul Ľudovít Štúr⁠(d), clasa a II-a, iar în 2007 cu Crucea Milan Rastislav Štefánik, clasa I⁠(d). În același an a primit titlul de cetățean de onoare al orașului natal Trnava.

## Raportul Vrba-Wetzler
Raportul lui Wetzler și Vrba este unul din cele trei rapoarte pe care le conține documentul cunoscut ca Auschwitz Reports (Rapoarte despre Auschwitz) sau Auschwitz Protocols. Ajunse la Washington, la Biroul Refugiaților de Război⁠(d), mai întâi acesta le-a transmis în versiune engleză presei sub formă de text dactilografiat, la 18 noiembrie 1944. În această formă, raportul Vrba-Wetzler ocupă 27 de pagini și jumătate din cele 57 ale întregului document. La 26 noiembrie, biroul le-a publicat într-o broșură de 30 de pagini. Raportul Vrba-Wetzler este cuprins în paginile 7-18 ale broșurii, constituind două capitole a ceea ce apare ca Report No. 1 The Extermination Camps of Auschwitz (Oswiecim) and Birkenau in Upper Silesia (Raportul nr. 1 Lagărele de exterminare germane de la Auschwitz (Oswiecim) și Birkenau, în Silezia Superioară).